# 大竹太志
大竹 太志（おおたけ ふとし、1974年9月12日 - ）は、日本のスキーノルディック複合選手。

## 概要
新潟県北魚沼郡守門村（現在の魚沼市）出身。
守門中学校1年で複合を始め、1993年、新潟県立堀之内高等学校3年の時に第42回全国高等学校スキー大会（インターハイ）複合で優勝。これはインターハイ史上同種目で新潟県勢初の快挙だった。専修大学卒業後は荻原兄弟（荻原健司・荻原次晴）がいる北野建設へ就職。
1995年冬季ユニバーシアード（スペイン、ハカ）複合で銅メダルを獲得。
ノルディック複合・ワールドカップには1995-1996シーズンの第2ピリオドから参戦し、第9戦の7位を最高に、個人総合でも24位に入る。
翌1996-1997シーズンはワンランク格下のワールドカップBで優勝、1997年ノルディックスキー世界選手権代表に選ばれ個人40位、団体9位。1998年長野オリンピックノルディック複合選手にも選出されたが、出場機会はなかった。
1999年ノルディックスキー世界選手権では個人グンダーセン42位、個人スプリント32位だった。
2002年現役引退。